# Calamagrostis coahuilensis
Calamagrostis coahuilensis là một loài thực vật có hoa trong họ Hòa thảo. Loài này được P.M.Peterson, Soreng & Valde´s-Reyna mô tả khoa học đầu tiên năm 2004.